# Liste der Monuments historiques in Dunkerque
Die Liste der Monuments historiques in Dunkerque führt die Monuments historiques in der französischen Stadt Dunkerque auf.

## Liste der Bauwerke
| Bezeichnung                                    | Beschreibung | Standort                                                        | Kennzeichnung | Schutzstatus | Datum | Bild           |
| ---------------------------------------------- | ------------ | --------------------------------------------------------------- | ------------- | ------------ | ----- | -------------- |
| Bâtiment des Phares et Balises                 |              | 38, quai des Américains (Lage)                                  | PA59000164    | Inscrit      | 2010  |                |
| Villa Moscovite                                |              | 260, rue Anatole-France (Lage)                                  | PA00107507    | inscrit      | 1988  |                |
| Haus Ma Coquille                               |              | 25, rue André-Chenier (Lage)                                    | PA00107500    | inscrit      | 1988  |                |
| Vestiges de l’Excentric Moulins                |              | Rue André-Chenier (Lage)                                        | PA00107506    | inscrit      | 1988  |                |
| Haus                                           |              | 38, rue des Arbres (Lage)                                       | PA00107491    | inscrit      | 1988  |                |
| Hôtel de Ville                                 |              | Place Charles-Valentin (Lage)                                   | PA00107900    | inscrit      | 1989  | weitere Bilder |
| Haus                                           |              | 14, rue David-d’Angers (Lage)                                   | PA59000012    | inscrit      | 1998  |                |
| Feu de Saint-Pol                               |              | Route de l’Écluse-Charles de Gaulle (jetée de Saint-Pol) (Lage) | PA59000049    | inscrit      | 1999  |                |
| Forme de radoub n°3 et n°5 et usine des formes |              | Rue de l’Écluse-Trystram (Lage)                                 | PA59000048    | inscrit      | 1999  |                |
| Öffentliches Bad                               |              | Rue de l’Ecluse-de-Bergues Quai au bois (Lage)                  | PA00107489    | inscrit      | 1982  | weitere Bilder |
| Haus Les Cigognes                              |              | 26, rue Eugène-Dumez (Lage)                                     | PA00107501    | inscrit      | 1988  |                |
| Haus Les Cubes                                 |              | 28, rue Eugène-Dumez (Lage)                                     | PA00107502    | inscrit      | 1988  |                |
| Hôtel de l’Armateur                            |              | 15, rue Faulconnier (Lage)                                      | PA00107490    | inscrit      | 1984  |                |
| Haus                                           |              | 28, rue Faulconnier (Lage)                                      | PA00107492    | inscrit      | 1988  |                |
| Haus                                           |              | 51, rue Gustave-Lemaire (Lage)                                  | PA00107497    | inscrit      | 1988  |                |
| Haus                                           |              | 120, rue Martin-Luther-King (Lage)                              | PA00107505    | inscrit      | 1988  |                |
| Haus                                           |              | 57, rue Martin-Luther-King (Lage)                               | PA00107513    | inscrit      | 1988  |                |
| Haus                                           |              | 63, rue Martin-Luther-King (Lage)                               | PA00107504    | inscrit      | 1988  |                |
| Villa Les Sourires                             |              | 51-53, digue de Mer (Lage)                                      | PA00107498    | inscrit      | 1988  |                |
| Villa Quo Vadis                                |              | 75, digue de Mer (Lage)                                         | PA00107499    | inscrit      | 1988  |                |
| Tour du Leughenaer                             |              | Place du Minck (Lage)                                           | PA00107495    | Classé       | 1995  | weitere Bilder |
| Haus                                           |              | 28, rue Nationale (Lage)                                        | PA00107493    | inscrit      | 1987  |                |
| Villa Myosotis                                 |              | 545, avenue Rosendaël (Lage)                                    | PA00107496    | inscrit      | 1985  |                |
| Haus                                           |              | 20-22, rue du Sud (Lage)                                        | PA00107494    | inscrit      | 1988  |                |
| Monument de la Fondation                       |              | Place Voltaire (Lage)                                           | PA59000001    | inscrit      | 1996  |                |
| Ruine der alten Schleuse Mardyck               |              | Pont Bayard (Lage)                                              | PA00107773    | classé       | 1930  |                |
| Kirche St-Éloi                                 |              | 1, rue Clemenceau (Lage)                                        | PA00107488    | classé       | 1916  | weitere Bilder |

## Liste der Objekte
- Monuments historiques (Objekte) in Dunkerque in der Base Palissy des französischen Kultusministeriums